# José Parodi
José del Rosario Parodi Rojas  (Luque, Paraguay, 30 de agosto de 1932 - ibídem 23 de agosto de 2006) fue un futbolista paraguayo. Considerado en su país como un jugador ágil y de estupendo salto. Cabeceador nato, veloz. En la cancha, un "guerrero" que ponía mucha pierna, la cara y el pecho. Consagrado como "Máximo artillero", convirtió 23 goles en Francia en el año 1962, de esos goles, 19 los marcó con la cabeza.

## Carrera profesional

### Primeros Pasos
Tantas historias deportivas envuelven a este futbolista luqueño. Culminaba la década de los 40' y se abría paso la de los 50', cuando comenzaba sus primeros pasos en el Club Sportivo Luqueño. Club que dio a luz a muchos grandes del fútbol paraguayo.
Rápidamente consolidó su fama de gran cabeceador, compartiendo su primer título y el segundo del Sportivo Luqueño (1951 y 1953).

### En Italia
Fue el arranque de su carrera que lo ayudó a recalar en el Pádova F.C. en 1955, para luego pasar al Génova F.C. Jugando en ambos equipos durante una temporada por vez. 

### El regreso y la Selección de Paraguay
Vuelve al Sportivo Luqueño y de ahí pasó a integrar el seleccionado paraguayo que participó en el Mundial de Suecia 1958, sin jugar la eliminatoria, y de titular. 

### Gran salto
Más tarde pasa a Las Palmas, España en 1958 y de ahí fue contratado por el Nimes Olimpique de Francia, este salto transcendental le abría las puertas al triunfo en el fútbol.

### Participación en Copas del Mundo
| Mundial                | Sede   | Resultado | Partidos | Goles |
| ---------------------- | ------ | --------- | -------- | ----- |
| Copa Mundial de Fútbol | Suecia | Campeón   | 7        | 3     |

### Goles en la selección
| Goles con la Selección de Paraguay | Goles con la Selección de Paraguay | Goles con la Selección de Paraguay | Goles con la Selección de Paraguay | Goles con la Selección de Paraguay | Goles con la Selección de Paraguay | Goles con la Selección de Paraguay | Goles con la Selección de Paraguay | Goles con la Selección de Paraguay |
| Resultados                         | Resultados                         | Resultados                         | Resultados                         | Lugar                              | Estadio                            | Fecha                              | Tipo                               | Goles                              |
| ---------------------------------- | ---------------------------------- | ---------------------------------- | ---------------------------------- | ---------------------------------- | ---------------------------------- | ---------------------------------- | ---------------------------------- | ---------------------------------- |
| Paraguay                           | 4                                  | 0                                  | Chile                              | Asunción                           | Estadio Defensores del Chaco       | 14 de febrero de 1954              | Eliminatorias Sudamericanas 1954   | 1 gol                              |
| Paraguay                           | 3                                  | 1                                  | Chile                              | Santiago                           | Estadio Nacional                   | 21 de febrero de 1954              | Eliminatorias Sudamericanas 1954   | 1 gol                              |
| Paraguay                           | 3                                  | 2                                  | Escocia                            | Norrköping                         | Estadio Iddrotsparken              | 11 de junio de 1958                | Copa del Mundo 1958                | 1 gol                              |
| Paraguay                           | 3                                  | 3                                  | Yugoslavia                         | Eskilstuna                         | Estadio Tunavallen                 | 15 de junio de 1958                | Copa del Mundo 1958                | 1 gol                              |

Para un total de 4 goles

## Clubes
| Club             | País     | Año       |
| ---------------- | -------- | --------- |
| Sportivo Luqueño | Paraguay | 1950-1955 |
| Padova           | Italia   | 1955-1956 |
| Génova           | Italia   | 1956-1957 |
| Sportivo Luqueño | Paraguay | 1957-1958 |
| Las Palmas       | España   | 1958-1961 |
| Nîmes Olympique  | Francia  | 1961-1967 |
| FC Mulhouse      | Francia  | 1967-1969 |

## Palmarés

### Campeonatos nacionales
| Título           | Club                | País     | Año  |
| ---------------- | ------------------- | -------- | ---- |
| Campeón Nacional | Sportivo Luqueño    | Paraguay | 1951 |
| Campeón Nacional | Sportivo Luqueño    | Paraguay | 1953 |
| Campeón Nacional | Sportivo Luqueño    | Paraguay | 1990 |
| Campeón Nacional | Selección Luqueña   | Paraguay | 1991 |
| Campeón Nacional | 12 de Octubre       | Paraguay | 1992 |
| Campeón Nacional | Selección Pilarense | Paraguay | 1993 |

### Copas internacionales
| Título           | Equipo(*)     | País    | Año  |
| ---------------- | ------------- | ------- | ---- |
| Campeón Nacional | Manosque F.C. | Francia | 1984 |

## Trayectoria
Fueron treinta largos años de tejer filigranas en el aire, de despegar del suelo y en el aire realizar el doble salto imposible para muchos, y clavar o colocar el balón donde él quisiera; de arrancar desde el medio sector del campo y, en veloces zancadas, eliminar rivales, convertir su fútbol en "magia guerrera".
Sus goles fueron la alegría del Nimes Olimpique, del Club Sportivo Luqueño y otros clubes donde llegó a jugar.
Junto al "Saltarín" Arsenio Erico llegaron a conformar la dupla de notables cabeceadores. Por esa virtud y exuberancia física que los caracterizaban y porque las estadísticas lo afirman.
En Francia consiguió todo lo que un futbolista desea, pero, según sus expresiones, "Paraguay es mi país, Francia, mi segunda patria".
Una vez retirado del fútbol profesional, siguió palpitando con este deporte, dedicándose a enseñar a los niños en su querida ciudad Luque.

## Últimos años
A pocos días de cumplir 74 años, falleció. Casado con Juana Echeverry, deja como descendencia a dos hijos: Jorge Roberto e Yves, este último nacido en Francia.